# Brian Tinnion
Brian Tinnion (* 23. Februar 1968 in Stanley) ist ein ehemaliger englischer Fußballspieler und heutiger Trainer.

## Spielerkarriere
Entdeckt von den Scouts von Newcastle United, gehörte Brian Tinnion zu deren Jugendmannschaften und feierte mit seinem Team (u. a. mit Paul Gascoigne) 1985 den Gewinn des FA Youth Cup. Wenige Tage nach seinem 18. Geburtstag unterschrieb er bei den Magpies dann auch seinen ersten Profivertrag. In seiner ersten kompletten Saison 1987/88 kam der linke Mittelfeldspieler bereits auf 30 Ligaspiele. Daraufhin erhielt er auch eine Berufung in die englische U-21-Nationalmannschaft vom damaligen Trainer Dave Sexton. Aufgrund einer Verletzung musste Tinnion jedoch wieder aus dem Kader gestrichen werden und konnte somit nicht am Turnier von Toulon teilnehmen. 1989 wechselte er zu Bradford City, musste mit dem Verein jedoch bereits nach einer Saison in die dritte Liga absteigen. Zwei Jahre später feierte der Mittelfeldspieler mit Bradford den Wiederaufstieg. Er galt zu dieser Zeit als einer der besten Linksfüße in den unteren Ligen. Doch vor den Augen vieler Scouts von englischen Spitzenvereinen verletzte er sich schwer und manövrierte sich somit selbst von deren Beobachtungsliste.
Noch vor Ende der Saison wechselte Brian Tinnion im März 1993 zum Zweitligisten Bristol City. Dort absolvierte er in den folgenden 12 Jahren 360 Ligaspiele und erlebte zwei Abstiege in die Drittklassigkeit und einen Aufstieg. Im Jahre 2000 wurde er zum besten Spieler der Liga gewählt. Nach seinem Engagement als Trainer von Bristol trainierte er 2005 zunächst bei Cheltenham Town und ging dann zum Conference-National-Verein Aldershot Town. Zwischenzeitlich spielte er bei Weston-super-Mare und ab Januar 2007 bis zum Ende der Saison bei der Fußballmannschaft der University of Bath in der siebten Liga. Nach der Saison beendete er im Alter von 39 Jahren endgültig seine Karriere.

## Trainerkarriere
Im Jahr 2004 übernahm Brian Tinnion als Spielertrainer die Leitung seines Teams in Bristol. Noch während der laufenden Saison hängte er seine Fußballschuhe an den Nagel um sich auf die Arbeit als Trainer zu konzentrieren. Am Ende sollte es für einen siebten Tabellenplatz reichen. Nach einem schlechten Start und einer 1:7-Niederlage gegen Swansea City trat Tinnion am 11. September 2005 zurück.
Nach dem Ende seiner Karriere eröffnete er unter anderem in Bristol eine Fußballschule, an der er heute Nachwuchstalente trainiert.